# Marcel·lí Cella i Piqué
Marcel·lí Cella i Piqué és un sardanista i promotor d'activitats culturals catalanes. Ha dedicat bona part de la seva vida a l'ensenyament i la promoció de la sardana entre infants i joves amb col·laboració d'entitats culturals i recreatives del Bages, raó per la qual el 1988 va rebre la Creu de Sant Jordi. El 1999 fou candidat de Convergència i Unió a les eleccions per al Consell Comarcal del Bages.